# Firestarter
Firestarter – graficzna nakładka na iptables (zapora sieciowa dla Linuksa).
Umożliwia on w prosty sposób konfigurację iptables. Oprócz filtrowania danych umożliwia przekierowanie portów, udostępnianie Internetu i prostą konfigurację serwera DHCP.